# 에비세촌
에비세촌(일본어: 海老瀬村)은 일본 군마현 오라군에 설치되었던 촌이다.